# Hibiscus mutabilis
Espèce
Hibiscus mutabilis, le Caprice-de-femme ou la Rose de Chine ou Rose confédérée, est une espèce de plantes dicotylédones de la famille des Malvaceae, originaire de Chine. 
C'est un arbuste ou un petit arbre, aux feuilles caduques, pouvant atteindre 5 mètres de haut.  Les fleurs, solitaires, ont une corolle de 7 à 10 cm de large de couleur blanche lorsqu'elle viennent d'éclore, qui vire ensuite au rose et au rouge, puis au rouge foncé avant de se flétrir. L'espèce est domestiquée depuis longtemps et cultivée comme plante ornementale, notamment ses cultivars à fleurs doubles.

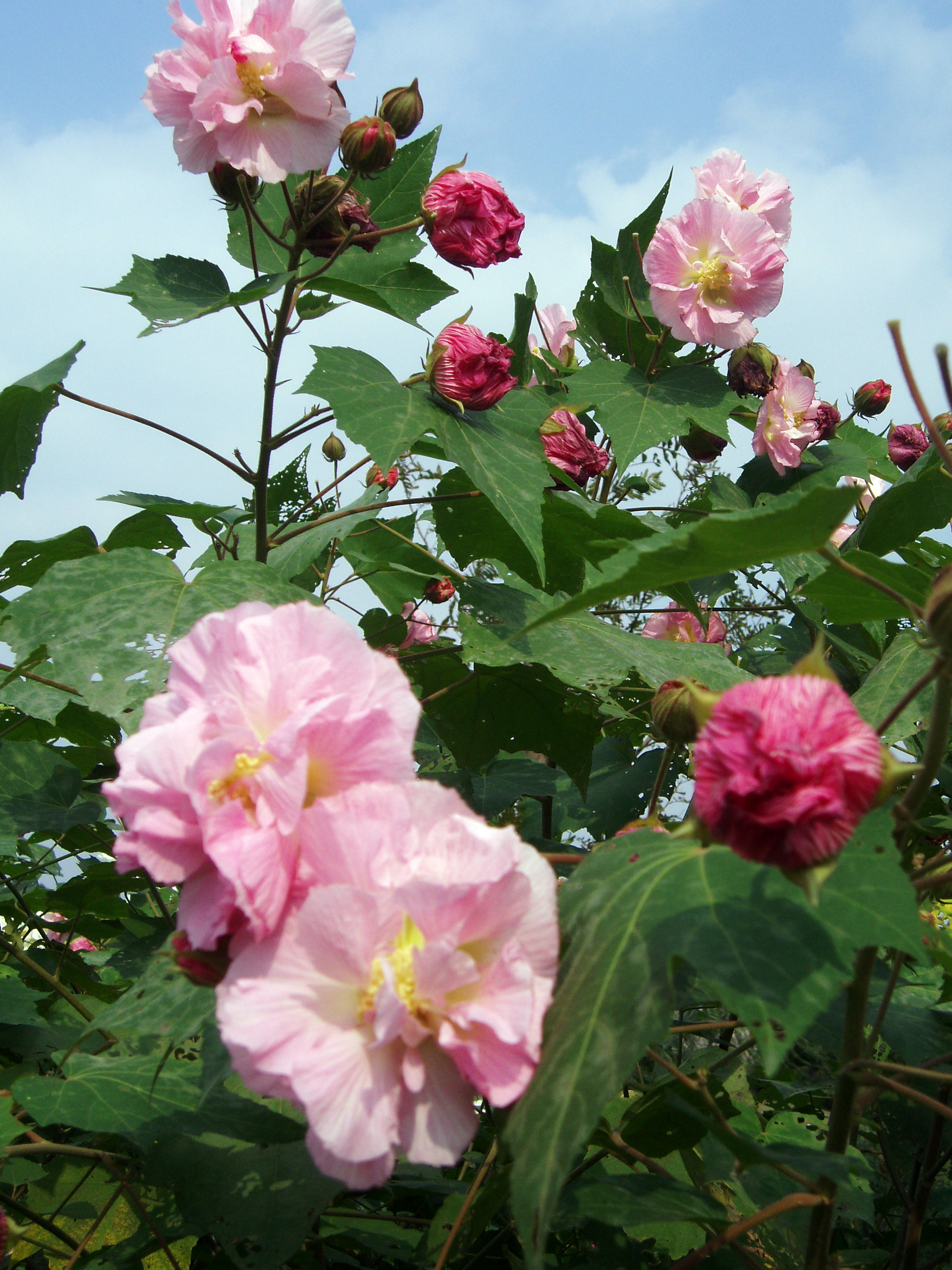

Cet hibiscus s'est naturalisé de longue date dans le Sud-Est des États-Unis et y était déjà répandu à l'époque de la guerre de Sécession. Son nom vernaculaire de « rose confédérée » viendrait selon des récits anciens  de la blessure mortelle d'un soldat pendant la guerre civile. Le soldat tué est mort en perdant son sang près d'un arbuste de cette espèce, et son sang aurait changé la couleur de la fleur du blanc au rouge.
Connue en Guadeloupe sous le nom vernaculaire de Rose-Cayenne ou Rose de Cayenne.

## Taxinomie

### Synonymes
Selon The Plant List (18 février 2020) :
- Abelmoschus mutabilis (L.) Wall. ex Hassk.
- Abelmoschus venustus Walp.
- Hibiscus immutabilis Dehnh. ex Walp.
- Hibiscus javanicus Weinm.
- Hibiscus malvarosa Noronha
- Hibiscus sinensis Mill.
- Ketmia mutabilis (L.) Moench

### Liste des variétés et sous-espèces
Selon Tropicos (18 février 2020) (Attention liste brute contenant possiblement des synonymes) :
- Hibiscus mutabilis subsp. mutabilis
- Hibiscus mutabilis var. flore-pleno Andrews
- Hibiscus mutabilis var. plenus hort.